# Helia calvaria
Helia calvaria là một loài bướm đêm trong họ Erebidae.